# Nemesia seldeni
Espèce
Nemesia seldeni est une espèce d'araignées mygalomorphes de la famille des Nemesiidae.

## Distribution
Cette espèce est endémique de Majorque dans les îles Baléares en Espagne.

## Description
La femelle holotype mesure 15,4 mm, les femelles mesurent de 13,7 à 16,3 mm.
Le mâle décrit par Zonstein en 2017 mesure 10,00 mm.

## Étymologie
Cette espèce est nommée en l'honneur de l'arachnologiste Paul A. Selden.

## Publication originale
- Decae, 2005 : Trapdoor spiders of the genus Nemesia Audouin, 1826 on Majorca and Ibiza: taxonomy, distribution and behaviour (Araneae, Mygalomorphae, Nemesiidae). Bulletin of the British Arachnological Society, vol. 13, no 5, p. 145-168 (texte intégral).